# Cortadillo (dulce mexicano)
El cortadillo es un pan dulce esponjoso de origen mexicano. También se le conoce como bombón en algunas regiones del norte de México. Se prepara con una masa básica de la repostería conocida como bizcocho o queque, con la diferencia de que incluye fécula de maíz (o ‘maicena’) para aportar esponjosidad. La fécula se puede sustituir por bicarbonato o polvo para hornear (o ‘royal’). Normalmente se aromatiza con ralladura de naranja o de limón, y a veces incluye coco rallado y/o extracto de vainilla.
Es típico de los cumpleaños infantiles mexicanos.

## Preparación
Se tamiza la harina junto con la fécula de maíz. Se baten los huevos y, en este orden, se le agregan los demás ingredientes: el azúcar, el aceite, la harina, la sal, la ralladura de naranja o de limón y la leche. La masa resultante, de consistencia bastante líquida, se añade a un molde enharinado y se cuece en el horno por poco menos de una hora. Finalmente, se le agrega la cobertura, que suele ser un glaseado de color rosa mexicano (o en ocasiones blanco) con grageas de colores o coco rallado. También existe una versión del cortadillo decorado con crema pastelera y mermelada formando una espiga, o con hilos o rejas (líneas y cuadritos) de crema pastelera.